# Tabanus sapporoenus
Tabanus sapporoenus är en tvåvingeart som beskrevs av Tokuichi Shiraki 1918. Tabanus sapporoenus ingår i släktet Tabanus och familjen bromsar. Inga underarter finns listade i Catalogue of Life.